# Máy hủy giấy

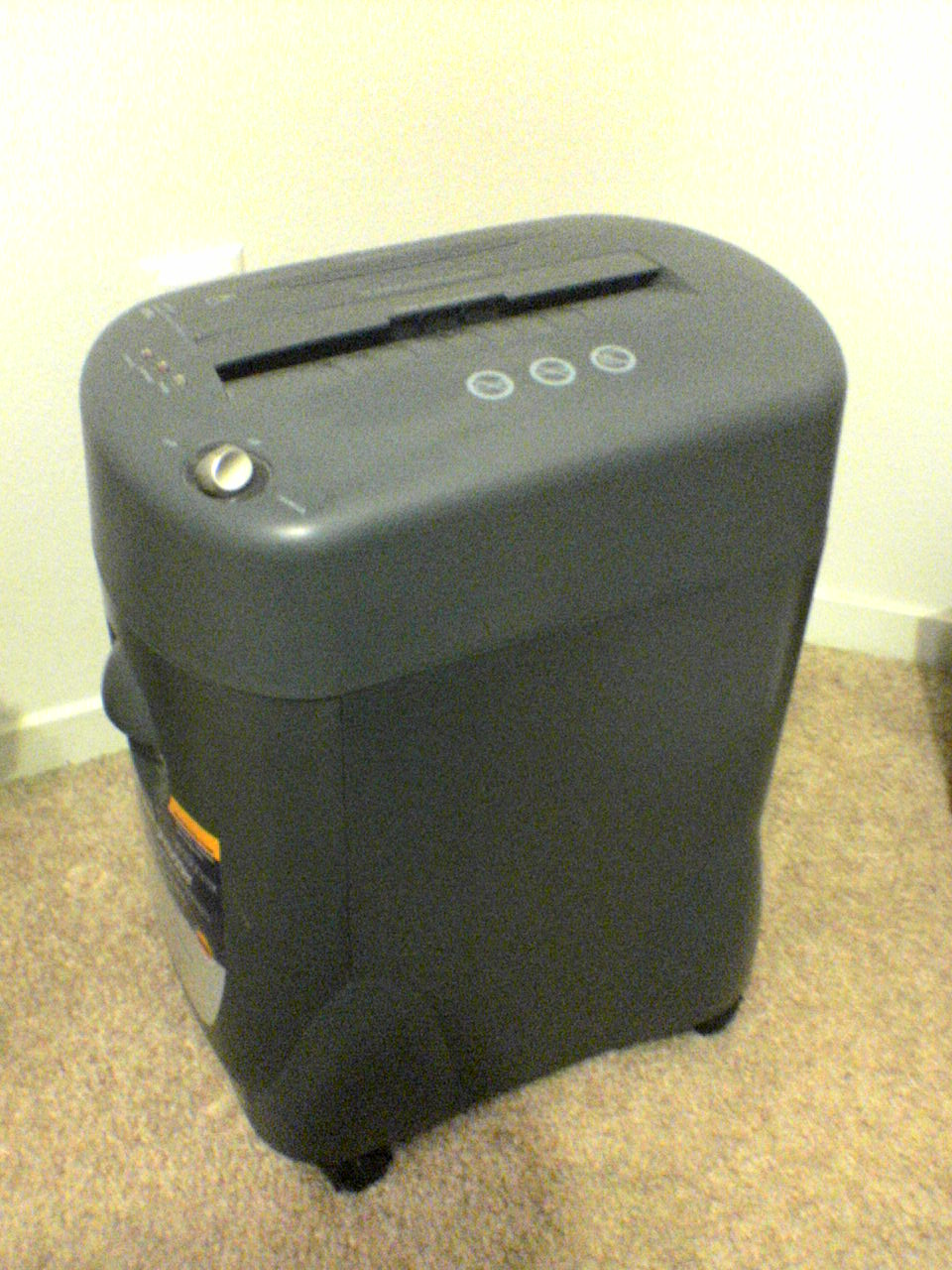
Một máy hủy giấy cỡ nhỏ.

Máy hủy giấy (paper shredder) là một thiết bị cơ học được sử dụng để cắt giấy thành dải hoặc mảnh vụn, dùng cho hủy các tài liệu dạng giấy có chứa tư liệu bí mật hoặc nhạy cảm.
Máy hủy giấy được sử dụng ở các tổ chức chính phủ, doanh nghiệp và cá nhân, nói chung là ở tất cả các nơi không muốn những giấy thải loại còn ở dạng đọc được các thông tin trên giấy đó. Cấp độ an toàn hủy giấy tùy thuộc mức độ xé vụn giấy. Hủy giấy và chuyển giấy thải loại đến nơi tái chế góp phần giảm thiểu nhu cầu khai thác tài nguyên thiên nhiên, và góp phần vào hạ giá thành xã hội trong sản xuất giấy.